# Cystisomatidae
Cystisomatidae é uma família de anfípodes pertencentes à ordem Amphipoda.
Género:
- Cystisoma Guérin-Méneville, 1842